# Gabriel Nascente
Gabriel José Nascente (Goiânia, em 23 de Janeiro de 1950), de nome literário Gabriel Nascente, é um poeta brasileiro.

## Biografia
Fez o jardim da infância e primário no Instituto Araguaia e concluiu o Ginásio Industrial pela Escola Técnica Federal de Goiás, onde estudou também o curso de Eletrotécnica, equivalente ao científico. Aos 16 anos, publicou seu primeiro livro de poesias, Os Gatos.
Jornalista e poeta, escreveu e editou mais de 60 livros, incursionando-se pelos gêneros do ensaio, da ficção, reportagens, narrativas, crônicas e poesia. Morou em São Paulo, em decorrência da amizade com o poeta Menotti del Picchia. Esteve em Montevidéu e Buenos Aires durante a ditadura, na cladestinidade.
Publicou em Concepción, no Chile, El llanto de la tierra, 1999, em tradução para o castellano pelo poeta Dilermando Rocha, do Centro de Estudos Brasileiros de Buenos Aires, 1975.
Tem poemas traduzidos e publicados em diversos idiomas, dos Estados Unidos a Grécia, com extensa participação em jornais, revistas, antologias brasileiras e estrangeira. É reconhecido internacionalmente pela crítica e detentor de inúmeros prêmios nacionais.
Foi editor de diversas revistas e jornais de Goiânia, destacando-se principalmente como âncora editorial do suplemento literário (LEIA), do Jornal Diário da Manhã. Escreveu durante anos crônicas para o Jornal O Popular, de Goiânia.
Seu nome já é citado com verbetes em diversos dicionário e enciclopédias da literatura brasileira. E sua poesia mereceu do poeta e acadêmico Carlos Nejar, da Academia Brasileira de Letras, elogioso texto do avultado livro História da Literatura Brasileira.
É membro da Academia Goiana de Letras, ocupante da cadeira de número 40.

## Prêmios
- 1996 :  Cruz e Souza de Literatura (Santa Catarina)
- 1997 :  Prêmio da bolsa de publicação Hugo de Carvalho Ramos (Goiás)
- 2000 :  Prêmio de publicações Wilson Cavalcanti Nogueira (Pires do Rio)
- 2001 :  Centenário de Henriqueta Lisboa (Minas Gerais)
- 2003 :  Prêmio da bolsa de publicação Hugo de Carvalho Ramos (Goiás)
- 2001 :  Finalista do Prêmio Jabuti
- 2014 :  Prêmio Nacional de Poesia da Academia Brasileira de Letras (A biografia da Cinza)

## Livros Publicados
- 1966 : Os gatos
- 1970:  Reflexões do Conflito
- 1970:  Menino de Rua
- 1972:  Viola do Povo
- 1973:  Colmeia dos Anônimos
- 1974:  Um balde cheio de flores para Manuela não chorar
- 1975:  Dois Passageiros
- 1976:  Menestrel de Rua
- 1977:  Exilados do Sol
- 1978:  A nova poesia em Goiás
- 1979:  Colheita
- 1980:  Pastoral
- 1981:  Águas da Meia Ponte
- 1984:  Chão de Espera
- 1985:  Crônica da Manhã
- 1986:  Um dia antes de mim (Novela)
- 1987:  Madrugada nos Muros
- 1988:  Janelas da Insônia
- 1989:  Trono de Areia
- 1992:  A valsa dos Ratos
- 1992:  Sentinelas do Efêmero
- 1993:  A ponta do Punhal
- 1995:  Ventania
- 1996:  Sandálias de Pedra
- 1996:  A lira da lida
- 1997:  Goiás, meio século de poesia
- 1997:  Os aventais da púrpura
- 1998:  O anjo em chamas
- 1998:  A cova dos Leões
- 1999:  El llanto de la tierra
- 1999:  A taça derramada
- 2000:  A lira dos cinquent'anos
- 2000:  Torre de babel
- 2000:  A dança do Relâmpago
- 2002:  SOS para amar o Meia Ponte
- 2002:  Boa noite, crepúsculo
- 2002:  As tintas do teu pranto
- 2004:  O copo das ilusões
- 2005:  Inventário Poético
- 2005:  Sombras que passam
- 2005:  Tempestade na proa
- 2006:  Cora, a pitonisa da ponte
- 2008:  Viagem às criptas de Dante
- 2008:  Cinquenta poemas escolhidos pelo autor
- 2008:  O rouchinol do precipício
- 2008:  Os sapatos do infinito
- 2009:  Os pântanos do pranto
- 2010:  Discurso da Serragem
- 2011:  O príncipe de túnica verde
- 2011:  A lucidez de Bach
- 2013:  A biografia da cinza
- 2014:  Os tambores da aurora
- 2014:  Os livros das solidões avulsas
- 2014:  A árvore dos escritos
- 2019: A galáxia dos dias (caixa editada pela editora Kelps com a reunião de toda a poesia do autor)

## Livros sobre o Autor
- 1972:  A escalada poética de Gabriel Nascente – Prof. Manoel de Jesus Oliveira.
- 2005:  Um poeta em ação (Biografia)
- 2008:  A poesia de Gabriel Nascente em Portugal – Joaquim de Montezuma de Carvalho